# Секвенцијална анализа ДНК
Секвенцијална анализа ДНК (често и „читање“ ДНК) је термин који представља све биохемијске методе којима се одређује распоред нуклеобаза (A-аденин, C-цитозин, G-гуанин, T-тимин) у кратким секвенцама ДНК.
Ове секвенце су саставни део наследне информације у једру, плазмидима, митохондријама и пластидима. Секвенцијална анализа ДНК је важна не само у анализи основних биолошких процеса, али и у примењеним наукама као што су дијагностика болести или форензична медицина. Секвенцијална анализа је била примењена и приликом читања људског генома (енгл. Human Genome Project), али и приликом читања геонма многих других организама, укључујући биљке, животиње и микробе.

## Методе секвенцијалне анализе ДНК
До сада је развијен релативно велики број техника које служе за читање ДНК које се међусобно разликују у неким основним принципима, али и цени и брзини.